# 両手いっぱいのジョニー
「両手いっぱいのジョニー」（りょうていっぱいのジョニー）は1986年7月2日に発売された小比類巻かほるの2枚目のシングル。

## 概要
アルバム『No Problem』の先行シングルで、デーモン小暮のビデオジャムエンディング曲やOVA『ガルフォース』のエンディングテーマに使用された。ABCテレビで放送された『The ハタラケ興業』のエンディングテーマにも使用されている。
1988年に発売のアルバム『SO REAL』に「両手いっぱいのジョニー」のニュー・ヴァージョンが収録。

## 収録曲
| 全作詞: 小比類巻かほる、全作曲・編曲: 竹澤好隆。 |                            |                |            |
| #                                                | タイトル                   | 作詞           | 作曲・編曲 |
| 1.                                               | 「両手いっぱいのジョニー」 | 小比類巻かほる | 竹澤好隆   |
| 2.                                               | 「No Problem」             | 小比類巻かほる | 竹澤好隆   |